# Hartmut Krüger (Fußballspieler)
Hartmut Krüger (* 4. Dezember 1954 in Greifswald) ist ein ehemaliger deutscher Fußballtorwart, der 1974 ein Spiel für den FC Hansa Rostock in der DDR-Oberliga, der höchsten Spielklasse im DDR-Fußball, absolvierte In den Jahren 1972 bis 1974 bestritt Krüger mehrere Länderspiele für die DDR-Junioren- und Nachwuchsnationalmannschaft.

## Sportliche Laufbahn
1962 begann Hartmut Krüger bei Motor Wolgast organisiert Fußball zu spielen. 1969 wechselte er zum FC Hansa Rostock und wurde im Sommer 1972 als Torwart in den Kader der DDR-Juniorennationalmannschaft berufen.  Bis 1973 wurde er in vier Juniorenländerspielen eingesetzt, u. a. im Endspiel des UEFA-Juniorenturnier 1976, (DDR – England 2:3 n. V.). 1974 kam er zu zwei Länderspieleinsätzen in der DDR-Nachwuchsnationalmannschaft.
Bereits in der Saison 1973/74 setzte der FC Hansa Krüger in neun Punktspielen der 2. Mannschaft ein, die in der zweitklassigen DDR-Liga spielte. Am letzten Spieltag dieser Saison kam er auch zu seinem einzigen Oberligaeinsatz, als er im Spiel FC Rot-Weiß Erfurt – FC Hansa (0:0) anstelle des aktuellen Stammtorhüters Bernd Jakubowski eingewechselt wurde. Zuvor war Krüger in zwei Spielen der DDR-Nachwuchsnationalmannschaft eingesetzt worden. In der folgenden Spielzeit 1974/75 war er mit 16 Einsätzen bei 22 Punktspielen bereits Stammtorwart der Zweiten. Da in dieser Saison die 1. Mannschaft des FC Hansa aus der Oberliga absteigen musste und sich für Krüger neben den beiden Türhütern Jakubowski und Dieter Schneider keine Einsatzmöglichkeit in der 1. Mannschaft bot, spielte Krüger die Saison 1975/76 mit Hansa II in der drittklassigen Bezirksliga. Zur Saison 1976/77 wurde die 2. Mannschaft in die neu gegründet Nachwuchsoberliga überführt und Krüger bestritt dort seine letzte Saison für den FC Hansa.
Zur Spielzeit 1977/78 wechselte Krüger zur DDR-Liga-Mannschaft Schiffahrt/Hafen Rostock. Dort stand er von Saisonbeginn an im Tor, wurde aber nach acht Punktspieleinsätzen zum Wehrdienst in die Nationale Volksarmee einberufen. Dort wurde er der Armeesportgemeinschaft Vorwärts Neubrandenburg als dritter Torwart zugewiesen. In deren 1. Mannschaft, die ebenfalls in der DDR-Liga vertreten war, kam Krüger in den Punktspielen nie zum Einsatz. Nach seiner Entlassung aus der Armee schloss sich Krüger dem DDR-Ligisten TSG Bau Rostock an. Dort wurde er von der Saison 1979/80 zum Stammtorwart, bis 1983 bestritt er bei 88 ausgetragenen Ligaspielen 68 Begegnungen. Nachdem er 1983/84 überhaupt nicht in der DDR-Liga zum Einsatz gekommen war und 1984/85 nur zwei Ligaspiele bestritten hatte, beendete er danach seine Laufbahn im höherklassigen Fußball.